# СириусСат
«СириусСат-1, 2» — научно-образовательные наноспутники, выполненные в формате Кубсат 1U, разработанные в июле 2017 года российской космической компанией «Спутникс» совместно с командой школьников, в рамках проектной программы «Большие вызовы» в Образовательном центре «Сириус». 15 августа 2018 года в 19.51 и 19.55 (мск) был произведен запуск космонавтами с Международной космической станции. Основная задача спутников — изучение вариаций потоков электронов с энергиями до нескольких мегаэлектронвольт. Вес каждого аппарата вместе с ручкой — 1,45 кг. Габариты спутника без учета раскрытых антенн — 130x131x236 мм.
Эксперимент по исследованию космической радиации продлился три года. В течение трёх лет со спутников регулярно поступала информация касательно космической радиации.

## Разработка
Наноспутники были собраны специалистами компанией «Спутникс», резидент Инновационного центра «Сколково», совместно со школьниками — воспитанниками Образовательного центра «Сириус», на базе разработанной компанией наноспутниковой платформы «OrbiCraft-Pro». Платформа имеет стандартизованный международный типоразмер Кубсат 1U. Впоследствии спутники были доработаны. Они были оснащены ручкой для запуска космонавтом, гибкими антеннами, системой ручной активации космического аппарата, а также специально разработанными защитными быстросъемными чехлами и мягкими транспортировочными контейнерами. СирусСат стал первым проектом в России, в котором школьники участвовали не только на этапе приёмки и тестирования, но и непосредственно в разработке космического аппарата.
Их полезной нагрузкой служит детектор, осуществляющий регистрацию заряженных частиц и гамма-квантов в диапазоне энерговыделений 0.3-3 МэВ, датчик был разработан НИИ ядерной физики МГУ. Датчик предназначен для изучения «космической погоды». Перед отправкой на МКС наноспутники прошли дополнительные исследования в РКК «Энергия».
В 2017 году Президенту России Владимиру Владимировичу Путину был продемонстрирован спутник в образовательном центре «Сириус» в городе Сочи.

## Старт и трёхлетний эксперимент
Старт двух спутников на станцию осуществлен 10 июля 2018 года на борту транспортного корабля «Прогресс МС-09». Запуск состоялся 15 августа в 19.51 и 19.55 (мск) с Международной космической станции во время запланированного выхода космонавтов в открытый космос.
В течение трёх лет спутники передавали на землю полезную научную информацию. Сотрудники компании «Спутникс» отмечают, что данные поступали непрерывно, даже на сверхмалой высоте, вплоть до входа наноспутников в атмосферу, что является большим достижением. Заместитель директора НИИЯФ МГУ Владислав Оседло отметил «За последнюю неделю ежедневно проводилось по 4 сеанса связи, ежесуточно принималось по ~250 кб данных. Это позволило осуществить уникальные измерения потоков частиц на предельно низких высотах вплоть до 180 км. Основной результат эксперимента — измерение высотной зависимости потоков захваченных и квази-захваченных электронов высоких энергий, а также определение временных параметров быстрых вариаций потоков высыпающихся электронов».
Данные, которые были получены спутниками, можно найти на сервере космической погоды НИИЯФ МГУ.